# Sablja (policijska akcija)
Policijska akcija "Sablja" (srp. Операција Сабља) policijska je akcija pronalaženja i uhićenja osoba u Srbiji i Crnoj Gori za koje se sumnja da su sudjelovale u ubojstvu srpskoga premijera Zorana Đinđića, i ostalih osoba za koje se zna da su pripadnici skupina organiziranog kriminala. Cijela akcija je započela neposredno nakon ubojstva premijera, 12. ožujka 2003. godine, proglašenjem izvanrednog stanja od strane bivše vršiteljice dužnosti predsjednika Srbije Nataše Mićić. Službeno je trajala do 22. travnja 2003. godine. Jedna je od najvećih policijskih akcija u povijesti srpske policije. Za vrijeme akcije, privedeno je 11.665 osoba povezanih s organiziranim kriminalom. Među njima je bilo mnogo javnih i estradnih ličnosti. Prvooptuženi Milorad Ulemek Legija je optužen za ubojstvo premijera Zorana Đinđića i za atentat na Ibarskoj magistrali i osuđen je na zatvorsku kaznu u trajanju od 40 godina.

## Uzrok početka akcije
Nakon izvršenja atentata na premijera Zorana Đinđića, uvedeno je izvanredno stanje u Srbiji, kao jedan oblik pripreme za policijsku istragu. Izvanredno stanje je pomoglo da se provede policijska akcija, koja je služila kao obračun aktualne vlasti s organiziranim kriminalom (Zemunski klan). Primarni cilj izvanrednog stanja i policijske akcije Sablja je bio pronalazak ubojica premijera Đinđića. 

## Televizijska serija
O ovoj policijskoj akciji snimljena je srpska političko-dramska biografska televizijska serija iz 2024. godine pod nazivom „Sablja”.